# 吾嬬神社

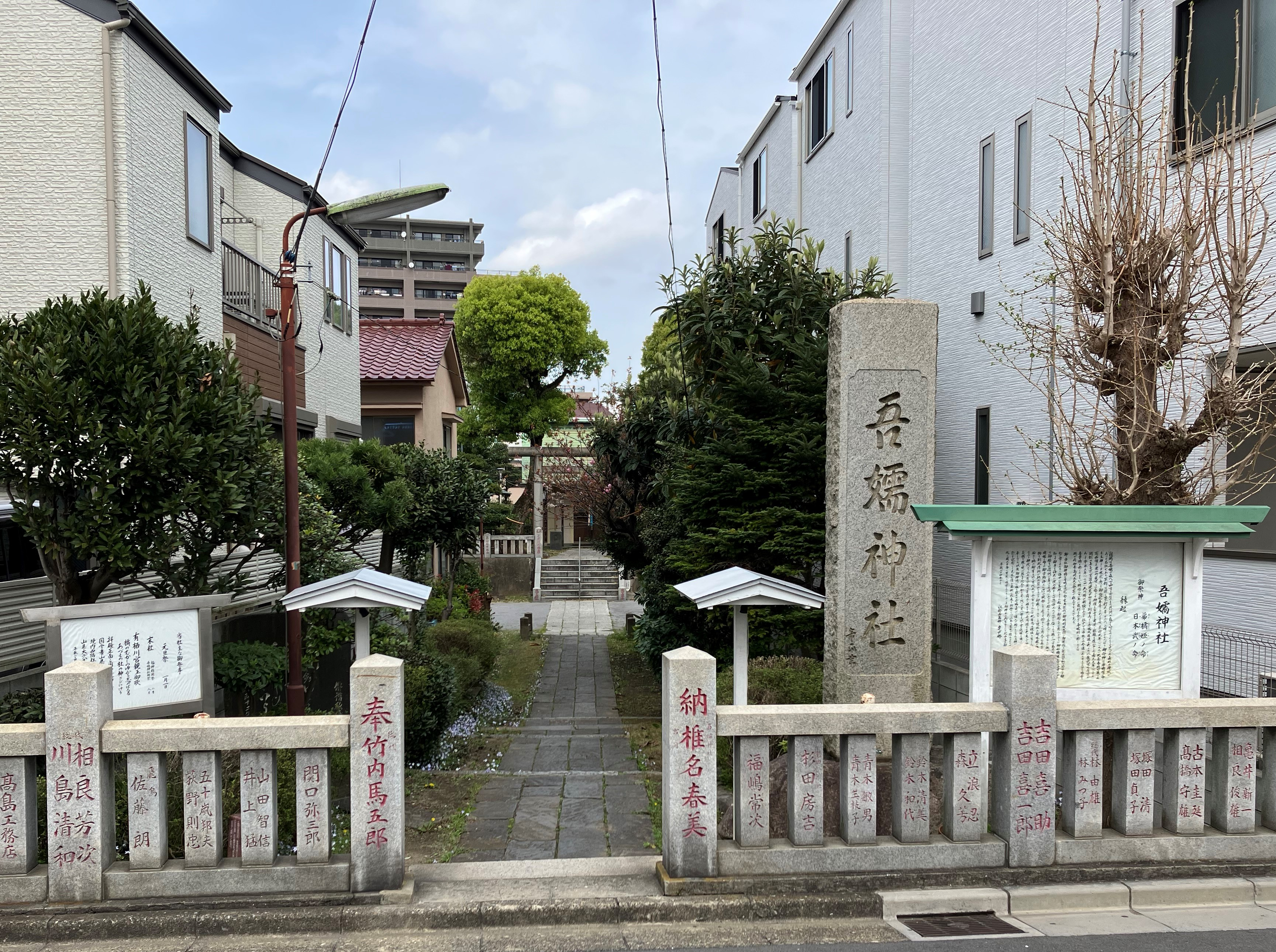
参道

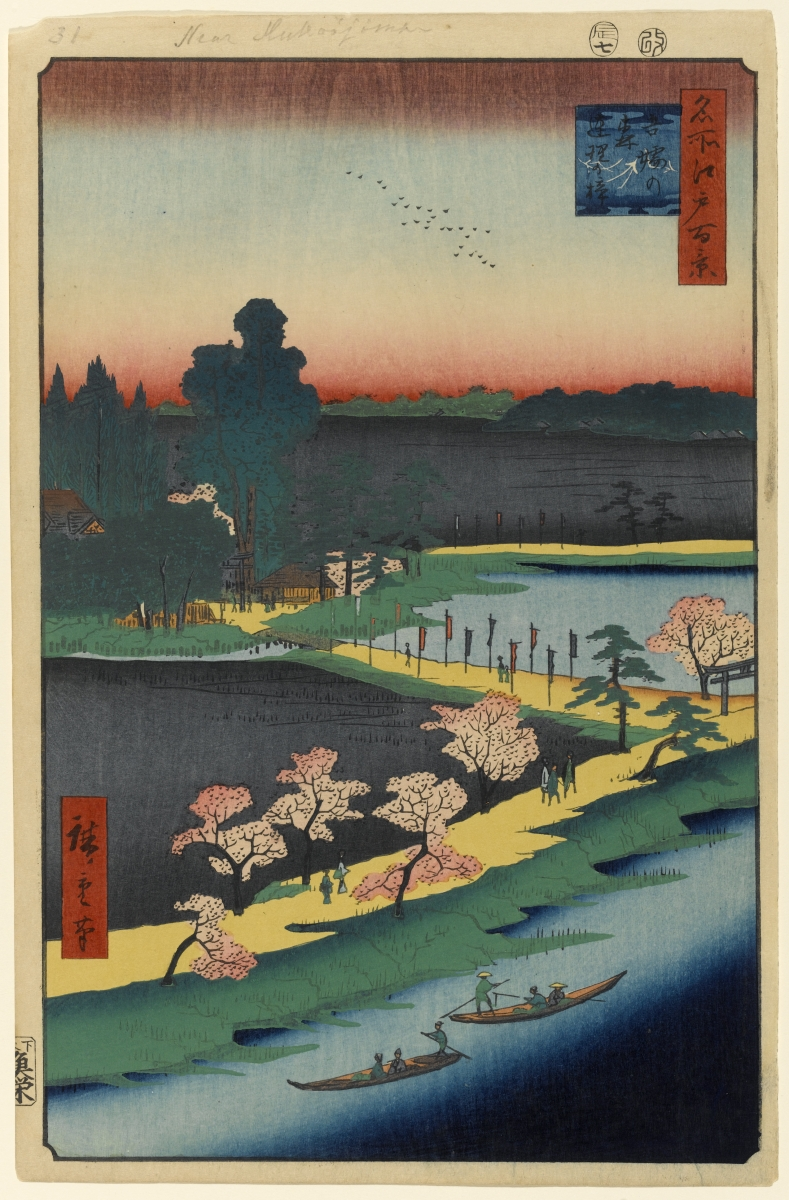
吾嬬の森連理の樟

吾嬬神社（あずまじんじゃ）は東京都墨田区の神社。

## 概要
創建年代は不明である。日本武尊の妃弟橘媛が自ら生贄となって嵐を鎮めた際、岸に流れ着いた遺品を祀ったのが起源とされている。
1199年（正治元年）、北条泰時によって社殿が造営されている。
かつては、「吾嬬の森連理の樟（あずまのもりれんりのくす）」と呼ばれるクスノキがあった。歌川広重の『名所江戸百景』の題材になる程の有名な木であったが、現在は枯れてしまい、根元だけが保存されている。

## 交通アクセス
- 東あずま駅より徒歩7分。

## 関連文献
- 斎藤幸雄「巻之七 揺光之部 吾嬬権現社」『江戸名所図会』 4巻、有朋堂書店、1927年、134-141頁。NDLJP:1174161/72。